# 印度教神话

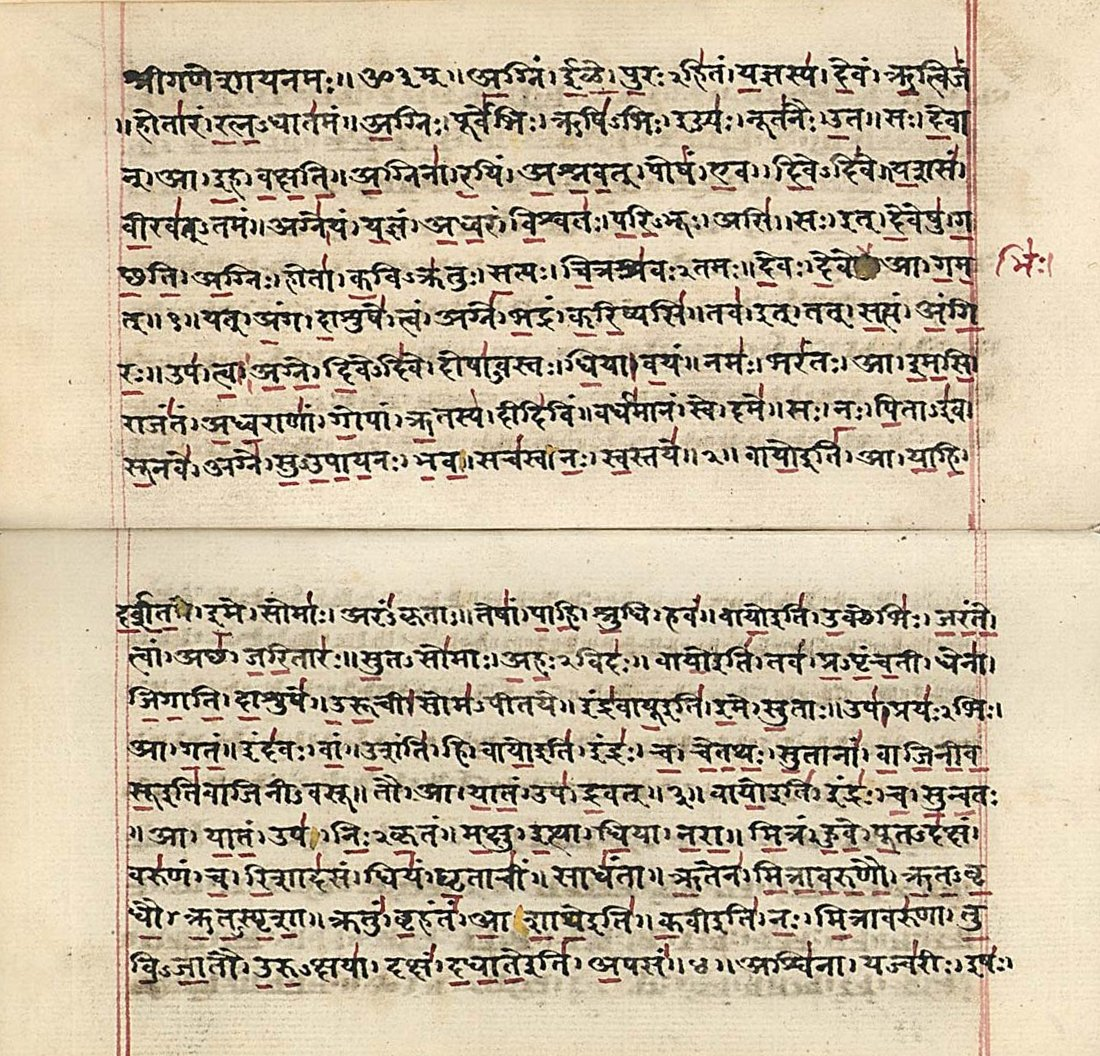
Rigveda（19世紀初的天城文梨俱吠陀手抄本）

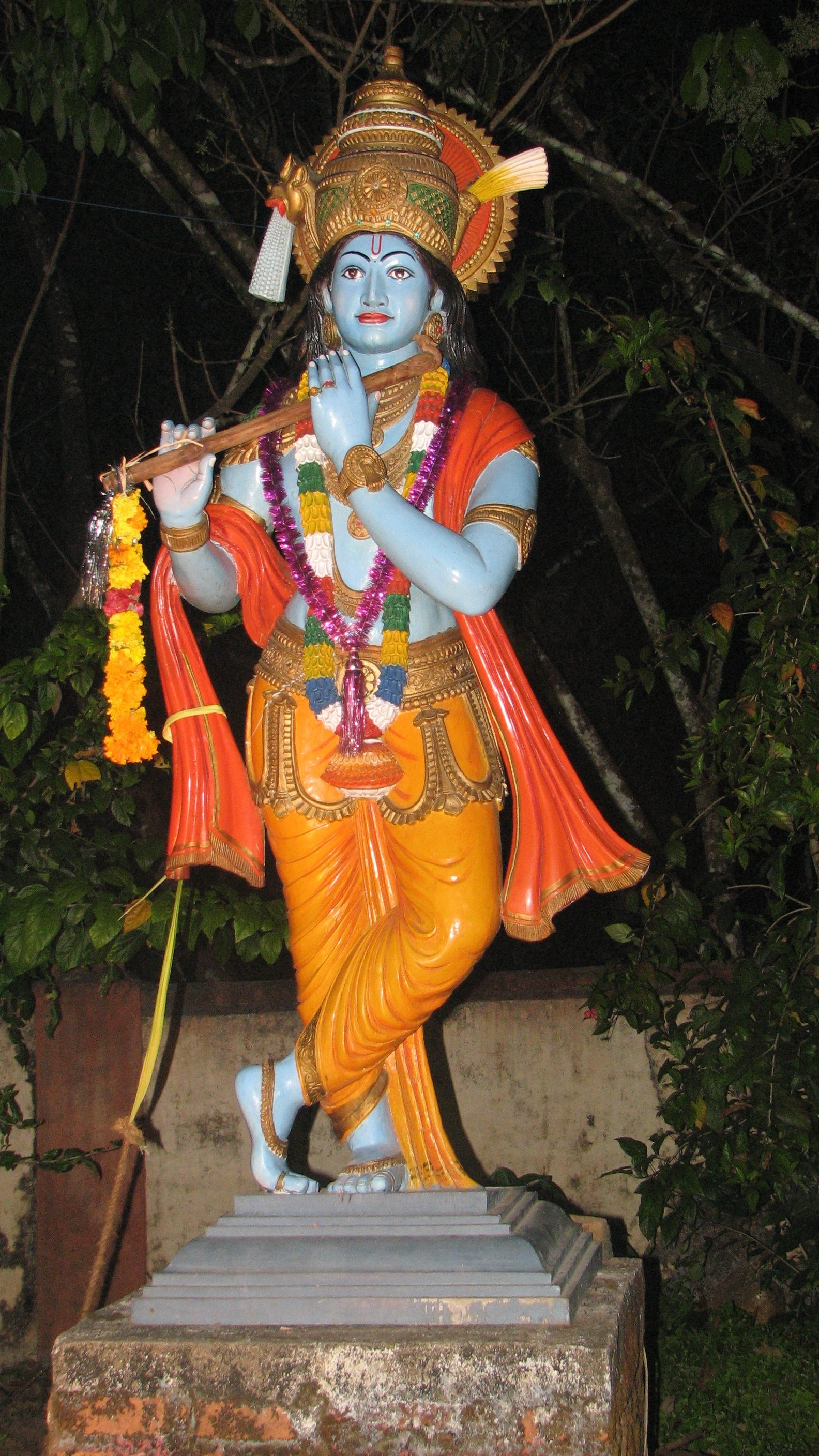
《摩诃婆罗多》的黑天

印度教神話是由印度教信奉者所創作並被其擁護的神話和文學的主體，在梵文文本中被發現，例如吠陀文學、《摩訶婆羅多》和《羅摩衍那》等史詩、往世書，以及特定民族語言群體的神話，如以坦米爾語著述之Periya Puranam和Divya Prabandham，以及以孟加拉語著述之Mangal Kavya。 印度神話也出現在被廣泛翻譯的流行文本中，例如五卷書和Hitopadesha等寓言集，以及在東南亞文本之中。

## 吠陀神话中主要的神
1. 因陀罗：天帝。
2. 阿耆尼：火神。
3. 伐由：風天神。
4. 伐楼那：水神。
5. 伽摩：愛欲之神。
6. 阎摩：死神。
7. 苏利耶：太阳神。
8. 樓陀羅：暴風神。
9. 俱比羅：財富神。

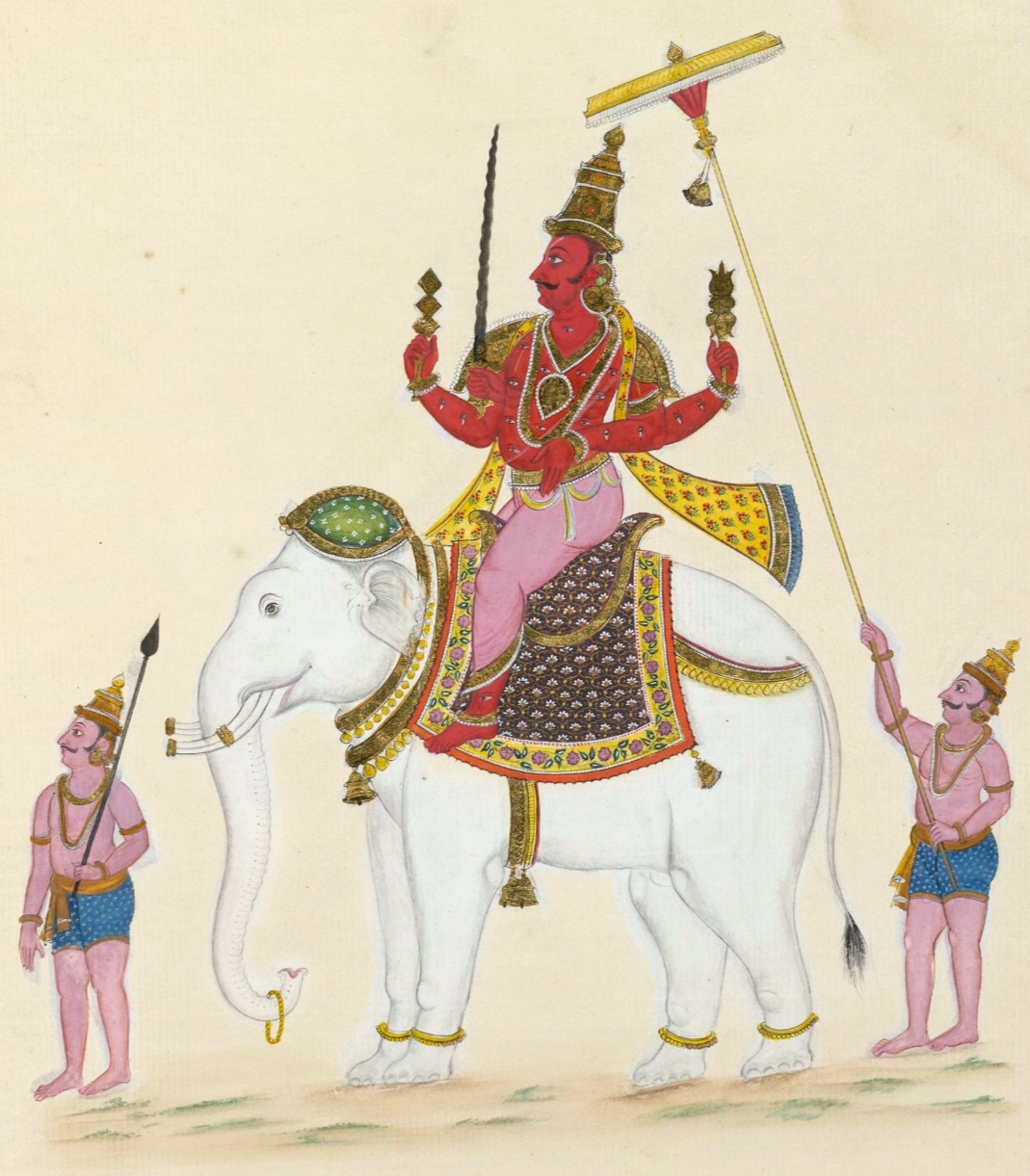
因陀罗
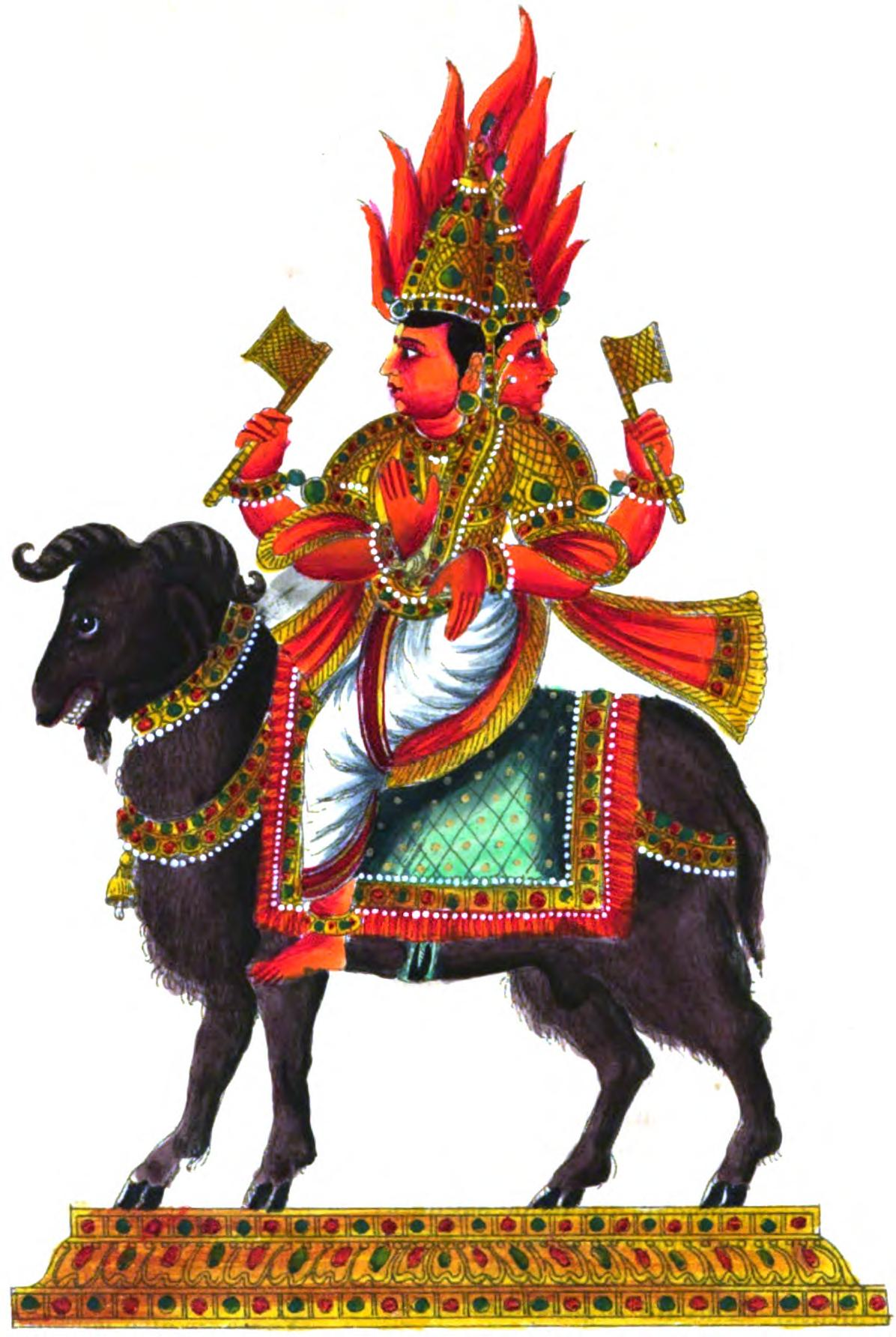
阿耆尼
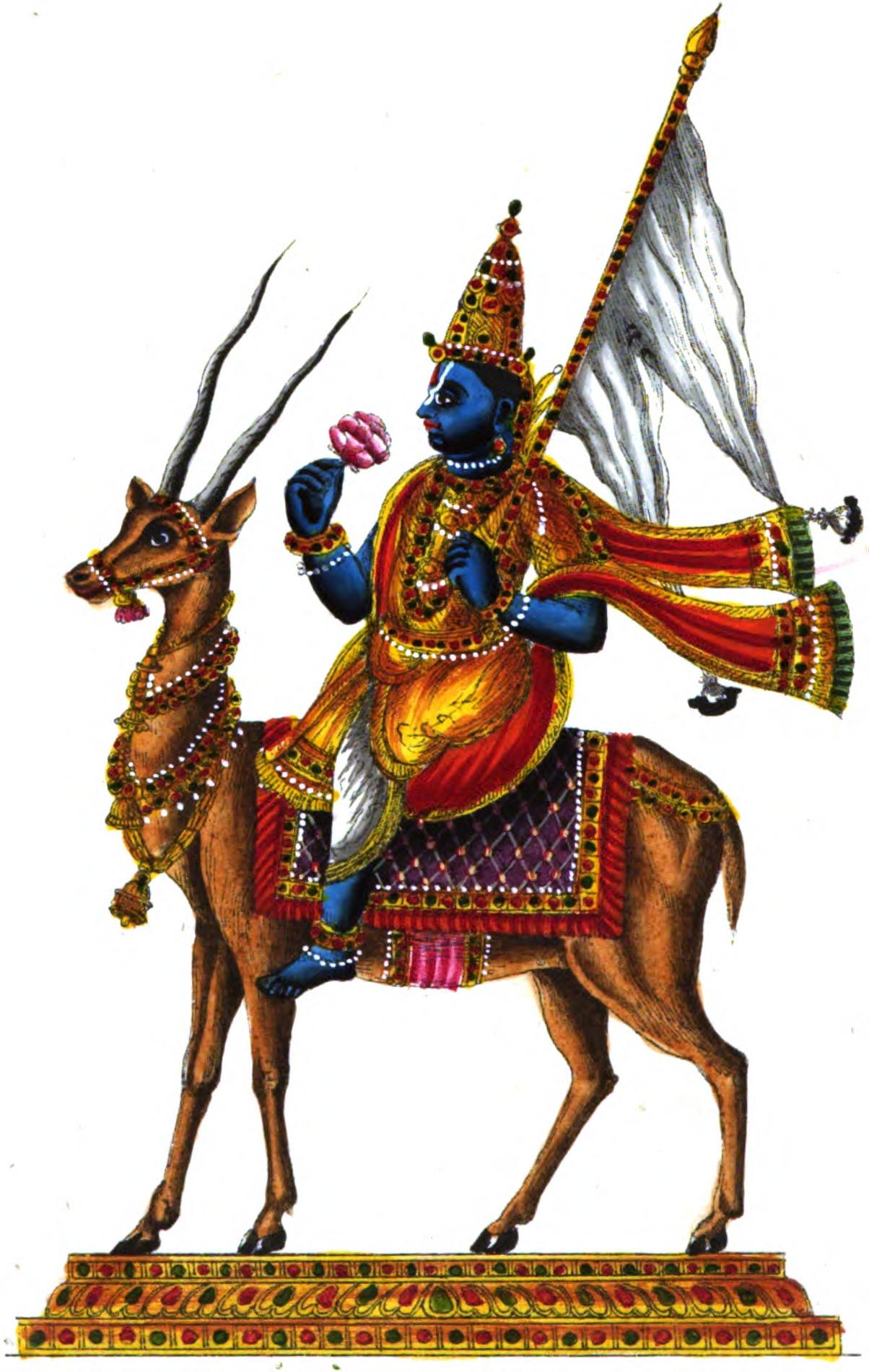
伐由
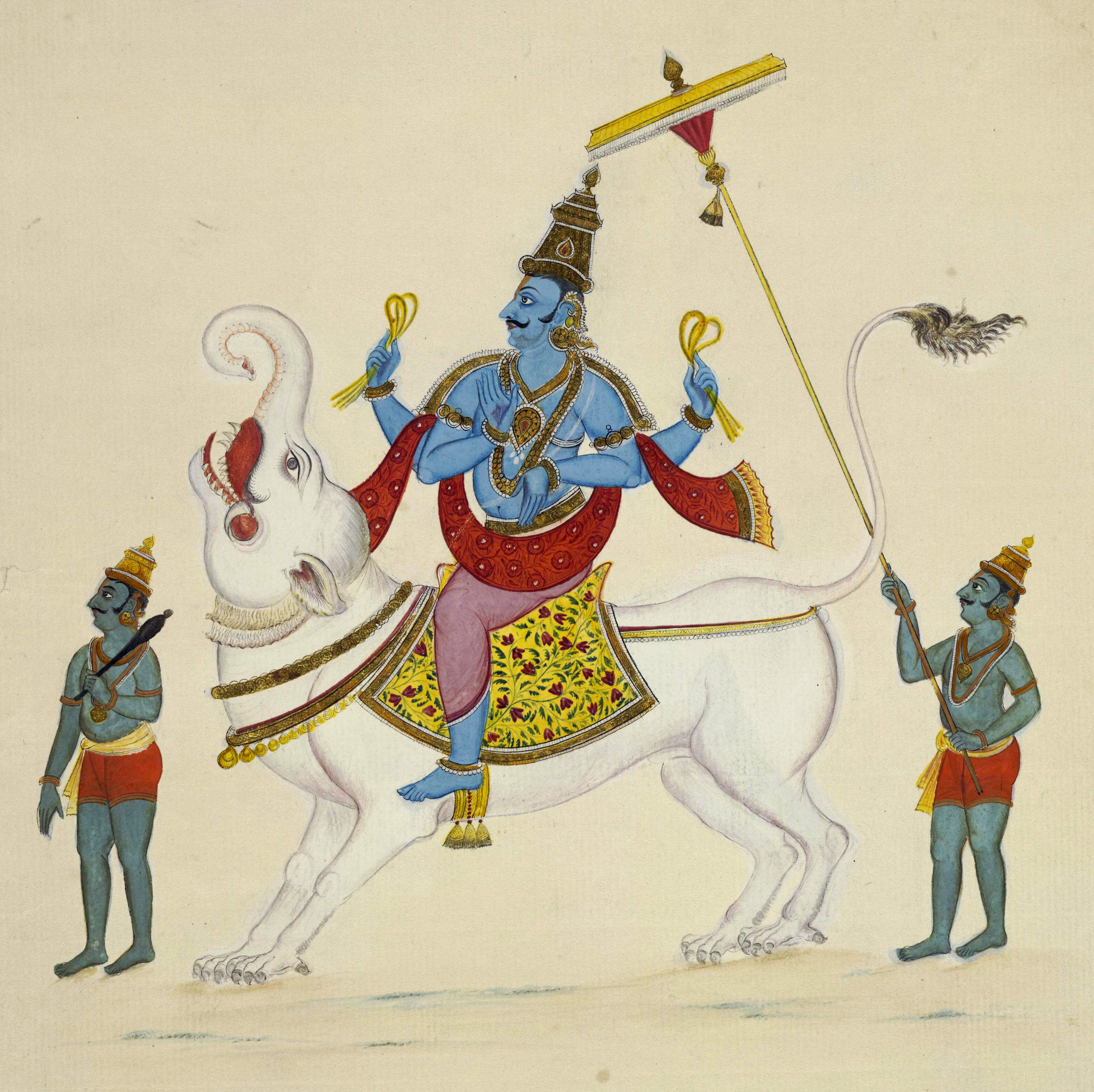
伐楼那
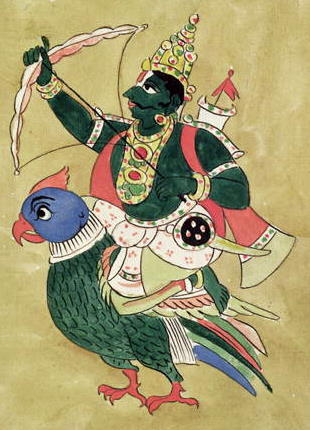
伽摩
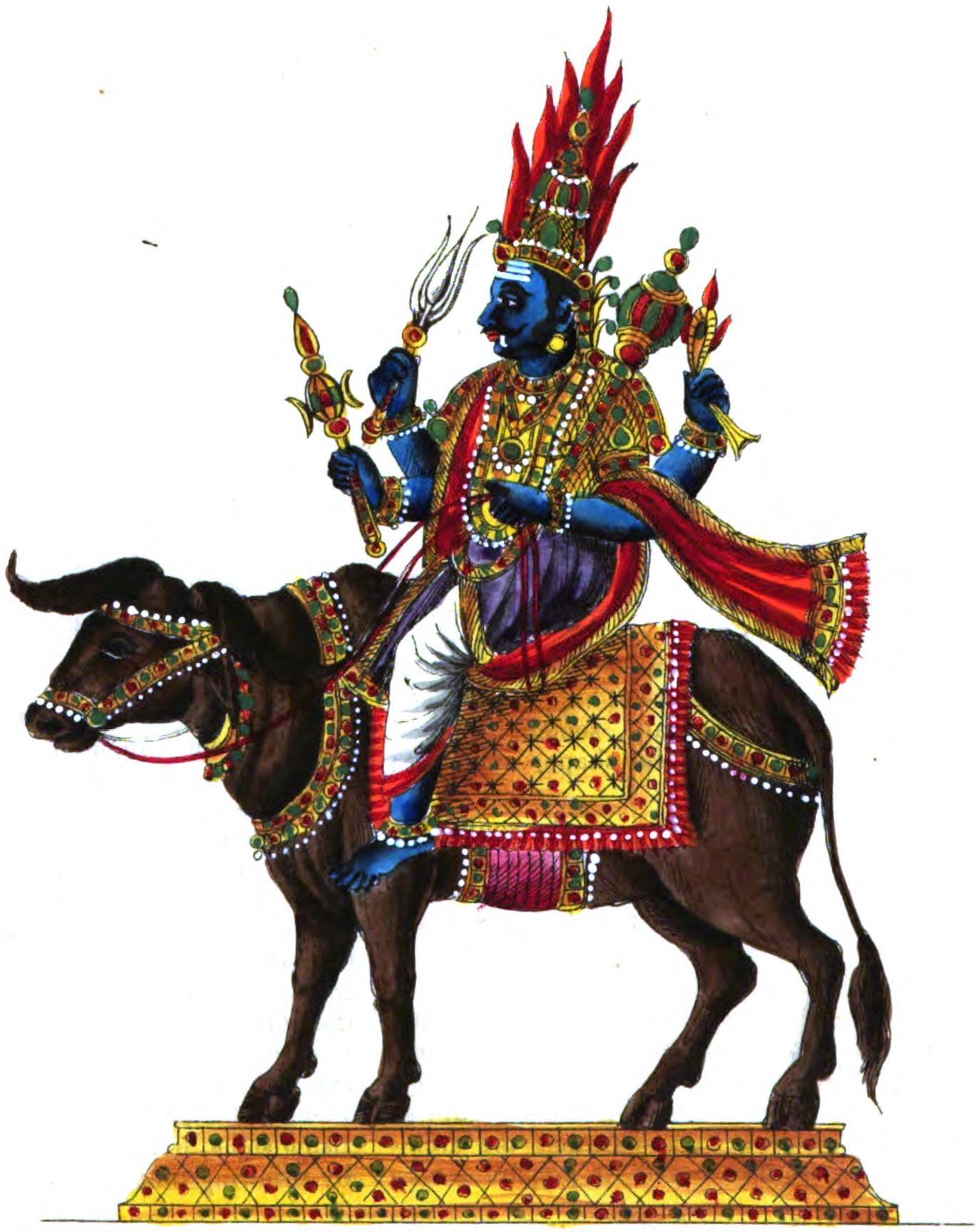
閻摩羅
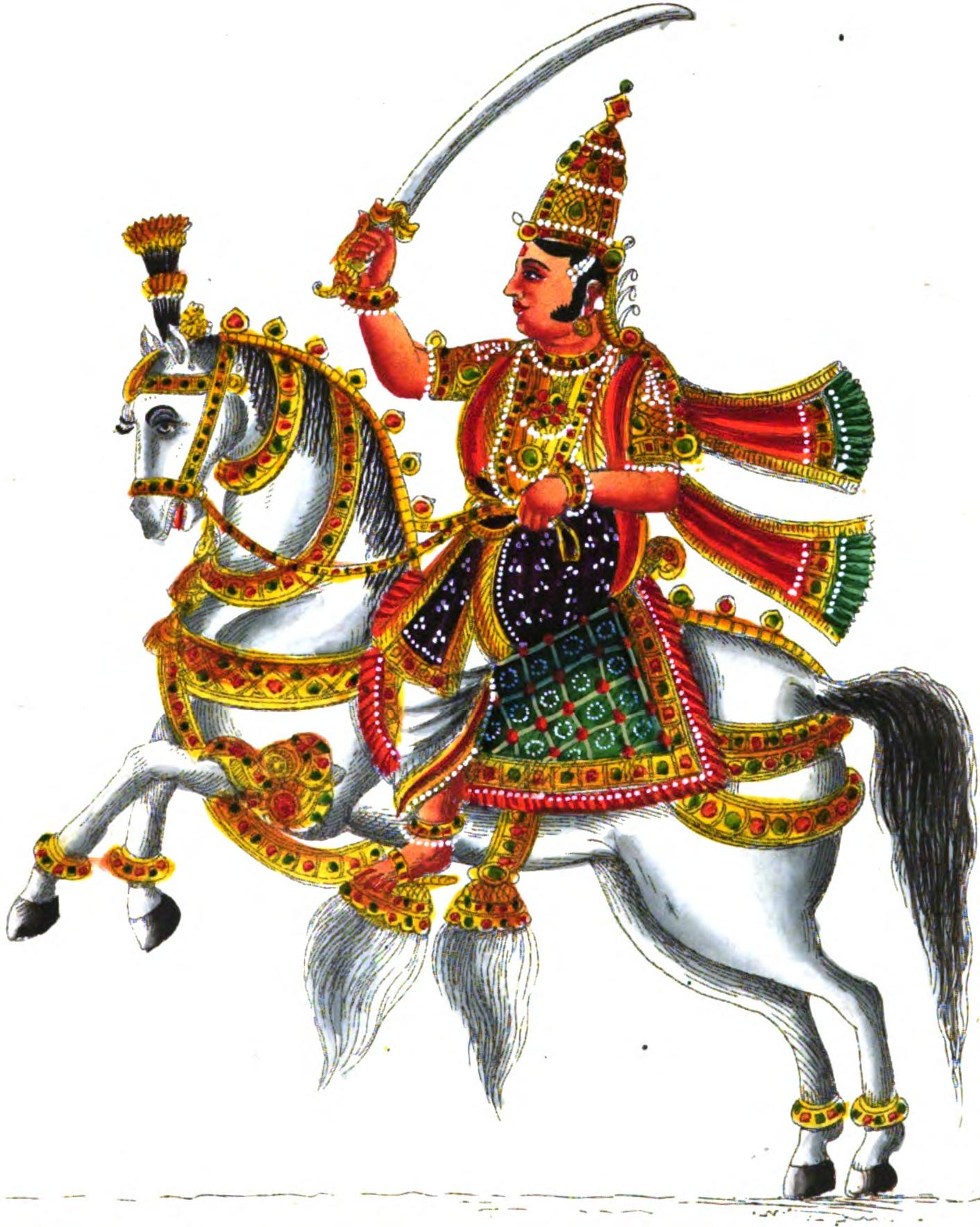
俱比羅

## 史诗中的神祇

### 主要神
1. 梵天：创造之神。
2. 毗湿奴：保护神。
3. 湿婆：音乐、舞蹈和毁灭之神。
4. 阿修罗：恶魔。
5. 迦楼罗：金翅神鸟，于烈火中涅盘而得永生。因与中国传统神话中的凤凰在外形上有些相似，但其实两者相差甚大。

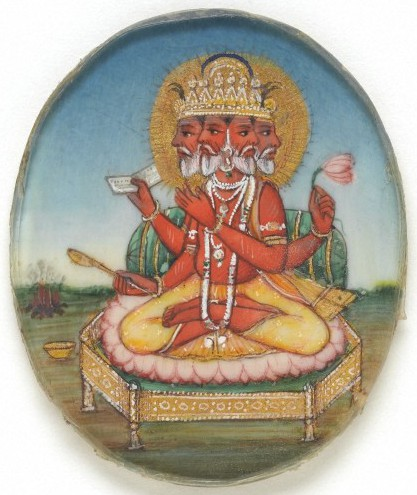
梵天
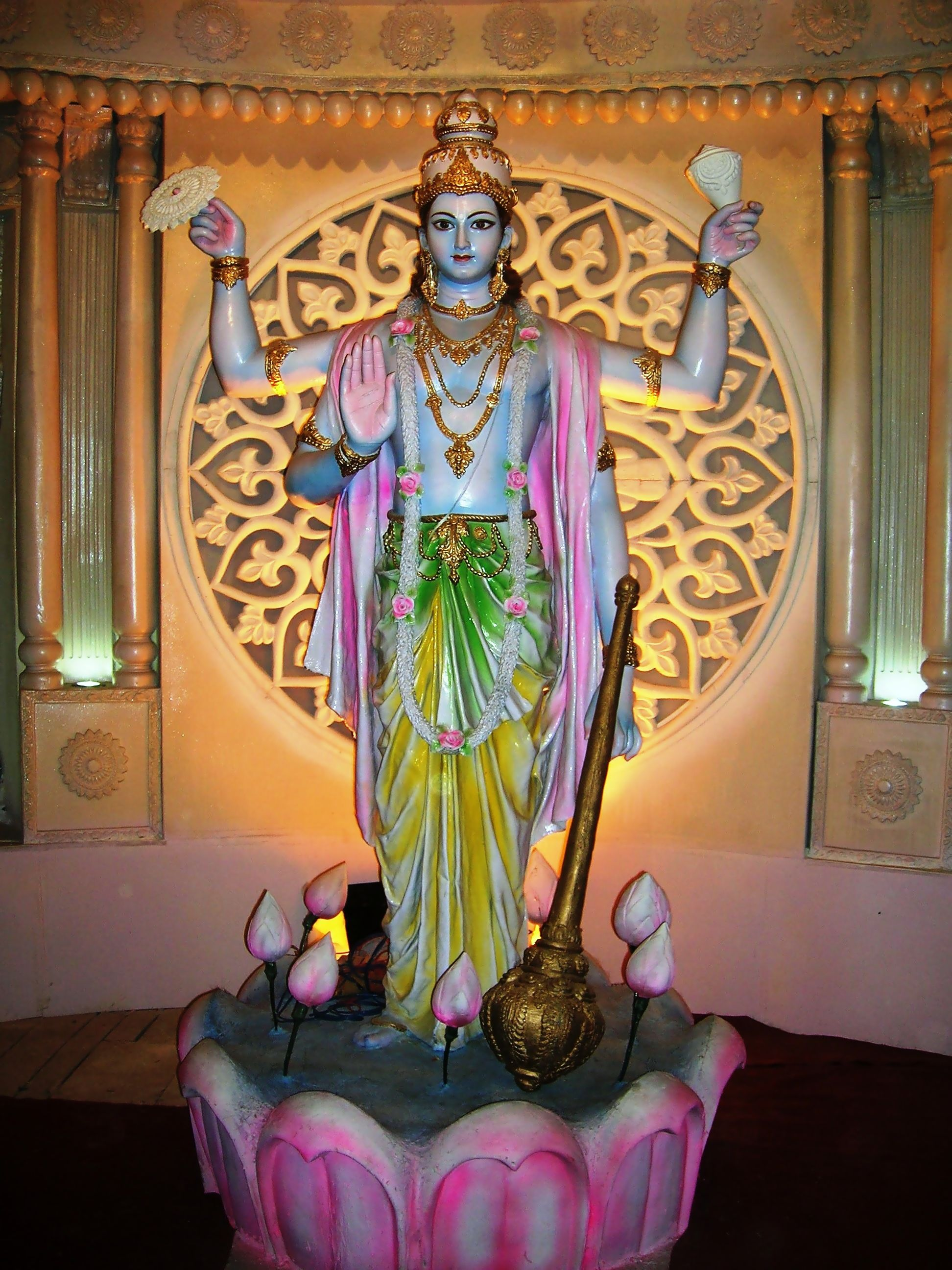
毗湿奴
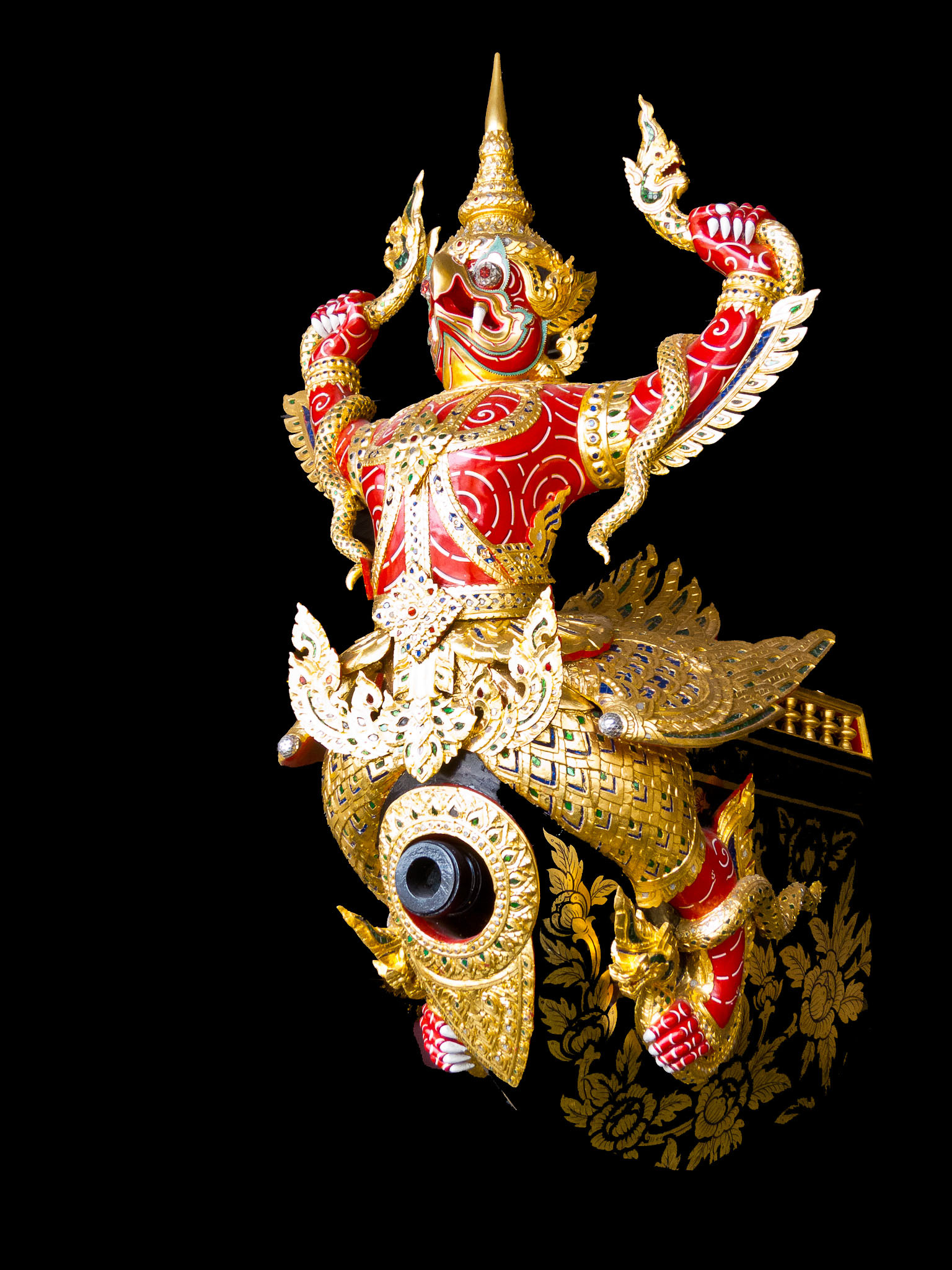
迦楼罗

### 次要神
世界守護神指的是以天神之王因陀羅為首的八位主神，他們大多數都是原來的吠陀主神，在印度教神話中地位或多或少都有所降低，和吠陀神話相比他們的力量也有所削弱。

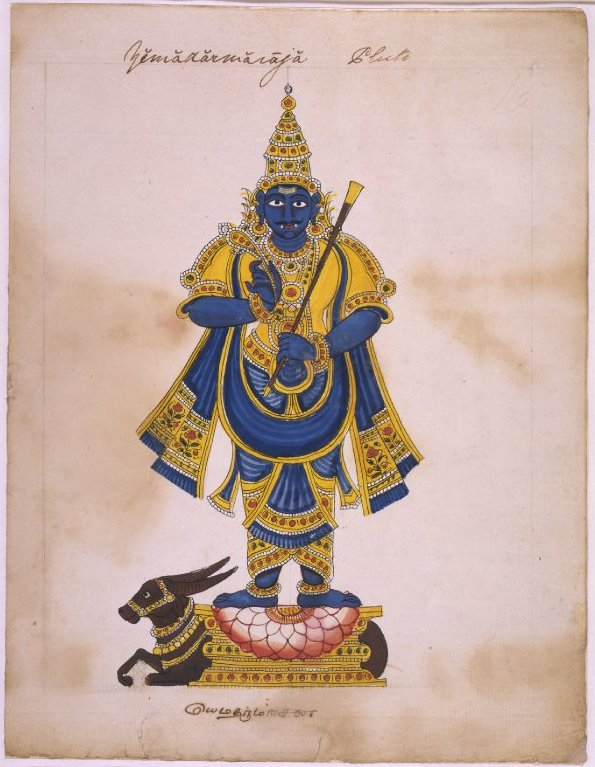
閻摩羅
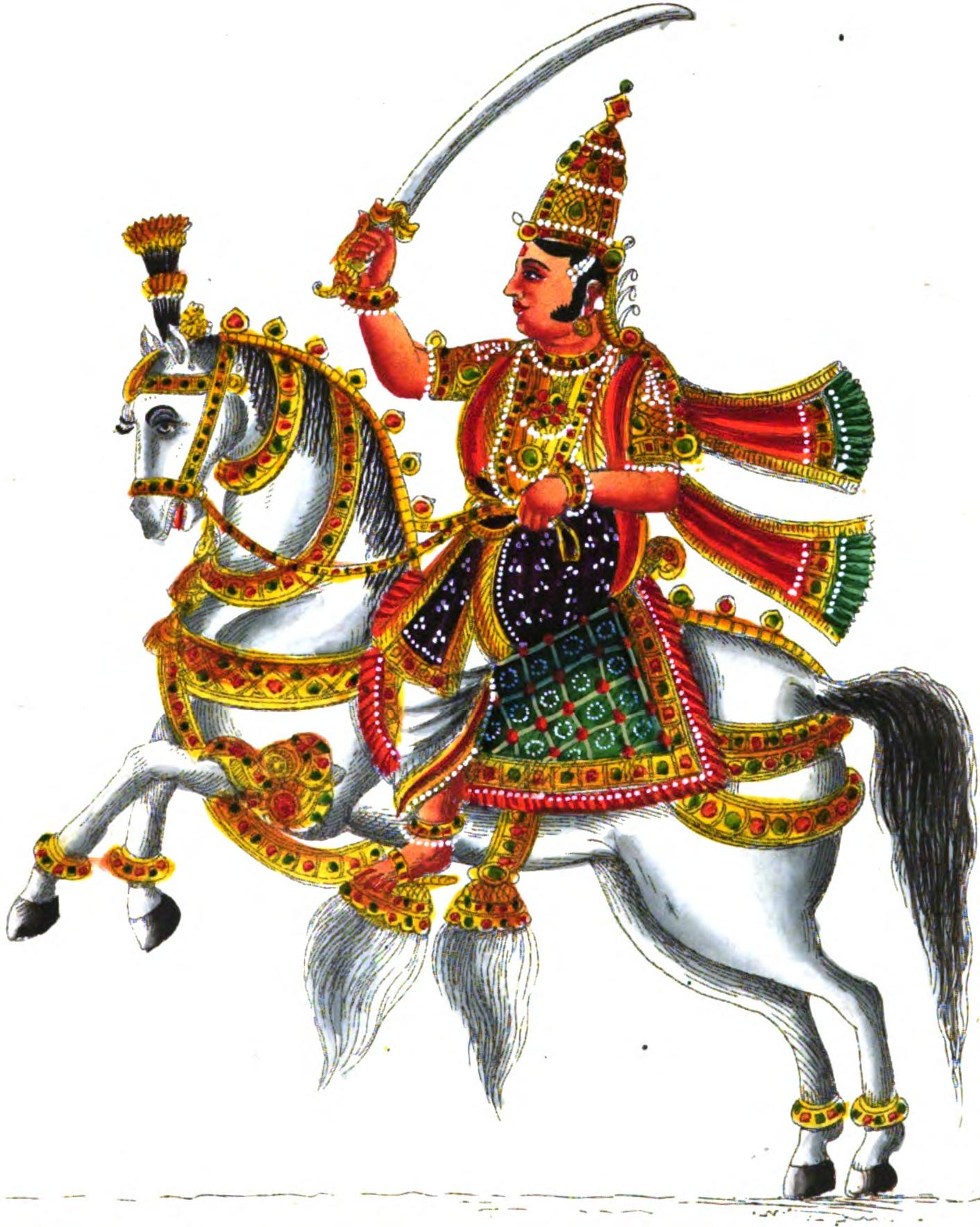
俱比羅

1. 雷電之神因陀羅
2. 死神閻摩
3. 海洋之神伐樓那
4. 酒神蘇摩
5. 太陽神蘇利耶
6. 火神阿耆尼
7. 財富之神俱比羅

- 閻摩羅
- 俱比羅

## 相關
- 印度教
- 婆羅門教